# Aradophagus squamosus
Aradophagus squamosus är en stekelart som först beskrevs av Alan Parkhurst Dodd 1926.  Aradophagus squamosus ingår i släktet Aradophagus och familjen Scelionidae. Inga underarter finns listade.